# پاشاخان امین‌الملک
پاشاخان امین‌الملک (درگذشته ۱۲۸۹ قمری) از رجال قاجار و پیشخدمت خاصه ناصرالدین‌شاه بود. 

## زندگی
پاشاخان از اهل خلوت و نزدیکان و محارم ناصرالدین‌شاه بود. به همین دلیل پس از عزل میرزا آقاخان نوری که شاه به تشکیل وزارتخانه‌ها و شورای دولتی (دارالشوری) فرمان داد، پاشاخان را مأمور اداره شورای مزبور نمود و او را به «امین‌ الشوری» ملقب نمود. در سال ۱۲۸۱ لقب امین‌الملک گرفت و در سال‌های ۱۲۸۳ و ۱۲۸۴ مناصبی چون «مهردار مهر مبارک»، حاکم بروجرد و خمسه، وکالت خراسان، احضار وزراء و ابلاغ فرامین شاه به عهده او بود. در سال ۱۲۸۸ ماجرای قحطی و گرانی نان در تهران پیش آمد که به شورش مردم منجر شد. به دنبال آن، شاه میرزا عیسی وزیر، پیشکار حکومت تهران را برکنار کرد و پاشاخان را به جای او گمارد. او پس از استعفای محمدناصر ظهیرالدوله از وزارت عدلیه، مدتی نیز وزیر عدلیه بود.
پاشاخان در سال ۱۲۸۹ در راه حرم شاه‌عبدالعظیم به دلیل رم کردن اسب‌های کالسکه به بیرون پرتاب شد و در دم جان سپرد.

## منش و بینش
اعتمادالسلطنه در کتاب خوابنامه که داستانی تخیلی درباره بازخواست از صدر اعظم‌های دوره قاجار در دادگاه الهی است، و نکات پشت پرده‌ای را از دربار قاجار آشکار می‌کند، از قول میرزا محمدخان سپهسالار چنین می‌گوید:
«[در جنگ با ترکمن‌های استرآباد] خدا یاری کرده، فتحی نکردم اما شکست هم نخوردم. با پاشاخان امین‌الملک ساخته و او را وکیل کارهای خود قرار داده بودم. این مرد در وکالت ید طولایی داشت. جا دارد بگویم معجزه می‌کرد. همیشه معایب کار موکلین خود را در لباس محسنات جلوه می‌داد. از یک دختر کور، یک بهشت حور می‌ساخت. در غیاب من کاری کرد که پس از مراجعت از استرآباد مرا منصب صدارت دادند.»

## آثار
او در دوران حکومت خود ثروت فراوان اندوخته بود، از جمله بخشی از اموال حاج علی خان حاجب‌الدوله از جمله تیمچه حاجب‌الدوله و باغ بهارستان را از ورثه او خریداری کرد و خود نیز سرای امین‌الملک را در بازار تهران را بنا گذاشت. 

## فرزندان
او با ستاره خانم، دختر اول بهرام میرزا معزالدوله، ازدواج کرده بود و صاحب سه دختر بود: احترام‌الدوله که به همسری میرزا علی خان امین‌الدوله صدراعظم مظفرالدین‌شاه درآمد، زیور خانم شرافت‌السلطنه که ابتدا همسر مبشرالملک شد و پس از او با سلطان‌ابراهیم‌میرزا مشکوه‌الدوله ازدواج کرد و عالیه خانم همسر حاج‌آقا موسی کروریان پسر حاجی علی احمد کرور.